# Puchar Anglii w piłce siatkowej mężczyzn (2021/2022)
Puchar Anglii w piłce siatkowej mężczyzn 2021/2022 (ang. Volleyball England National Cup 2021/2022) – 39. sezon rozgrywek o siatkarski Puchar Anglii zorganizowany przez stowarzyszenie Volleyball England. Zainaugurowany został 11 września 2021 roku. Brało w nim udział 61 zespołów.
Rozgrywki składały się z rundy preeliminacyjnej, trzech rund wstępnych, ćwierćfinałów, półfinałów i finału. Drużyny z Super League dołączyły do rozgrywek w 2. rundzie.
Finał odbył się 23 kwietnia 2022 roku w National Volleyball Centre w Kettering. Puchar Anglii zdobył klub Richmond Docklands.

## Drużyny uczestniczące
| Super League (8 drużyn) | Super League (8 drużyn) |
| ----------------------- | ----------------------- |
| Durham Palatinates      | ćwierćfinał             |
| IBB Polonia London      | ćwierćfinał             |
| Leeds Gorse             | 3. runda                |
| Malory Eagles UEL       | półfinał                |
| Newcastle Staffs        | finał                   |
| Richmond Docklands      | zwycięstwo              |
| Sheffield Hallam        | ćwierćfinał             |
| Team Sunderland         | 2. runda                |

| Division 1 (7 drużyn)    | Division 1 (7 drużyn) |
| ------------------------ | --------------------- |
| Cambridge ARU            | 3. runda              |
| London Aces              | 2. runda              |
| Manchester Marvels       | 2. runda              |
| Stockport VC             | 2. runda              |
| The Miners Doncaster VC  | 2. runda              |
| University of Nottingham | 3. runda              |
| Weymouth Beach VC        | 3. runda              |

| Division 2 (10 drużyn)  | Division 2 (10 drużyn) |
| ----------------------- | ---------------------- |
| Black Country           | 3. runda               |
| Coventry & Warwick Riga | 3. runda               |
| Darkstar Derbyshire     | 2. runda               |
| Guildford International | 2. runda               |
| Hull Thunder            | 2. runda               |
| Leicester VC            | 2. runda               |
| Liverpool VC            | 1. runda               |
| Newmarket VC            | 3. runda               |
| Urbond VC Portsmouth    | 1. runda               |
| York VC                 | runda preeliminacyjna  |

| Division 3 (11 drużyn)      | Division 3 (11 drużyn) |
| --------------------------- | ---------------------- |
| Cambridge VC                | 2. runda               |
| Darkstar Derbyshire 2       | 1. runda               |
| Leeds Gorse 2               | 1. runda               |
| Lincoln Cannons             | 1. runda               |
| Loughborough Students       | 1. runda               |
| Manchester Marvels 2        | 1. runda               |
| Newcastle Staffs 2          | 2. runda               |
| Nottingham Rockets          | 1. runda               |
| Rhinos Volleyball Cambridge | 1. runda               |
| South Hants                 | 1. runda               |
| Wombourne VC                | 1. runda               |

| Pozostałe (25 drużyn)    | Pozostałe (25 drużyn) |
| ------------------------ | --------------------- |
| Army                     | 2. runda              |
| AVC London               | 2. runda              |
| Chelmsford VC            | runda preeliminacyjna |
| Invicta Volleyball       | 1. runda              |
| Kings Langley VC         | 2. runda              |
| Kings of Court Boston    | runda preeliminacyjna |
| Leeds Beckett University | 1. runda              |
| London Black Bears       | 1. runda              |
| Manchester Moss Side     | 1. runda              |
| Marske Phoenix           | 1. runda              |
| Northumbria University   | półfinał              |
| Nottingham Rockets 2     | 1. runda              |
| Onyx London              | 2. runda              |
| KS Ósemka Ealing         | ćwierćfinał           |
| Royal Navy               | 2. runda              |
| Spelthorne Lions         | 1. runda              |
| Tonbridge VC             | 1. runda              |
| Volleyball Isle of Man   | runda preeliminacyjna |
| Wapping Wildcats         | 1. runda              |
| Watford VC               | runda preeliminacyjna |
| Weston VC                | runda preeliminacyjna |
| Weymouth Waves           | 3. runda              |
| Wimbledon Wolves         | runda preeliminacyjna |
| Worthing VC              | 1. runda              |
| Worthing VC 2            | runda preeliminacyjna |

## Rozgrywki

### Runda preeliminacyjna
| Data       | Drużyna 1             | Wynik | Drużyna 2              | Sety                              |
| ---------- | --------------------- | ----- | ---------------------- | --------------------------------- |
| 11.09.2021 | Manchester Moss Side  | 3:1   | Volleyball Isle of Man | 25:17, 16:25, 27:25, 25:14        |
| 11.09.2021 | York VC               | 2:3   | Marske Phoenix         | 25:19, 18:25, 25:20, 15:25, 13:15 |
| 12.09.2021 | Spelthorne Lions      | 3:0   | Worthing VC 2          | 25:18, 25:13, 25:14               |
| 11.09.2021 | Weymouth Waves        | 3:1   | Weston VC              | 18:25, 25:19, 25:18, 25:17        |
| 11.09.2021 | Watford VC            | 1:3   | AVC London             | 17:25, 15:25, 25:10, 23:25        |
| 11.09.2021 | Wapping Wildcats      | 3:0   | Wimbledon Wolves       | 25:16, 25:17, 25:20               |
| 11.09.2021 | Kings of Court Boston | 0:3   | Royal Navy             | 23:25, 21:25, 18:25               |
| 11.09.2021 | Invicta Volleyball    | 3:1   | Chelmsford VC          | 23:25, 25:18, 25:17, 30:28        |

### 1. runda
| Data       | Drużyna 1                   | Wynik | Drużyna 2               | Sety                              |
| ---------- | --------------------------- | ----- | ----------------------- | --------------------------------- |
| 26.09.2021 | Hull Thunder                | 3:2   | Leeds Gorse 2           | 27:25, 25:22, 24:26, 24:26, 15:8  |
| 25.09.2021 | Leeds Beckett University    | 0:3   | The Miners Doncaster VC | 15:25, 12:25, 17:25               |
| 25.09.2021 | University of Nottingham    | 3:0   | Nottingham Rockets      | 25:15, 25:19, 25:12               |
| 25.09.2021 | Stockport VC                | 3:0   | Liverpool VC            | 25:8, 25:17, 25:20                |
| 25.09.2021 | Manchester Moss Side        | 0:3   | Manchester Marvels      | 8:25, 13:25, 25:27                |
| 25.09.2021 | Darkstar Derbyshire         | 3:0   | Nottingham Rockets 2    | 25:4, 25:7, 25:13                 |
| 25.09.2021 | Black Country               | 3:2   | Wombourne VC            | 12:25, 25:23, 25:16, 22:25, 15:10 |
| 25.09.2021 | Leicester VC                | 3:0   | Darkstar Derbyshire 2   | 25:8, 25:8, 25:11                 |
| 25.09.2021 | Newcastle Staffs 2          | 3:0   | Manchester Marvels 2    | 25:20, 25:18, 25:22               |
| 25.09.2021 | Loughborough Students       | 0:3   | Coventry & Warwick Riga | 23:25, 16:25, 15:25               |
| 26.09.2021 | Northumbria University      | 3:0   | Marske Phoenix          | 25:7, 25:15, 25:18                |
| 25.09.2021 | Tonbridge VC                | 0:3   | Onyx London             | 11:25, 15:25, 24:26               |
| 25.09.2021 | Rhinos Volleyball Cambridge | 1:3   | Newmarket VC            | 20:25, 20:25, 25:18, 23:25        |
| 25.09.2021 | Guildford International     | 3:0   | Spelthorne Lions        | 27:25, 25:17, 25:18               |
| 25.09.2021 | KS Ósemka Ealing            | 3:0   | Worthing VC             | 25:12, 25:20, 25:17               |
| 25.09.2021 | Urbond VC Portsmouth        | 1:3   | Army                    | 16:25, 25:18, 23:25, 22:25        |
| 26.09.2021 | London Black Bears          | 2:3   | AVC London              | 25:23, 25:21, 22:25, 21:25, 8:15  |
| 25.09.2021 | South Hants                 | 0:3   | Weymouth Beach VC       | 18:25, 17:25, 15:25               |
| 25.09.2021 | London Aces                 | 3:1   | Wapping Wildcats        | 25:17, 25:16, 18:25, 25:16        |
| 25.09.2021 | Royal Navy                  | 3:0   | Lincoln Cannons         | 25:0, 25:0, 25:0                  |
| 02.10.2021 | Cambridge VC                | 3:0   | Invicta Volleyball      | 25:17, 25:19, 25:15               |

### 2. runda
| Data       | Drużyna 1                | Wynik | Drużyna 2               | Sety                              |
| ---------- | ------------------------ | ----- | ----------------------- | --------------------------------- |
| 09.10.2021 | Hull Thunder             | 0:3   | Durham Palatinates      | 9:25, 19:25, 16:25                |
| 09.10.2021 | Leeds Gorse              | 3:1   | The Miners Doncaster VC | 20:25, 29:27, 25:13, 25:21        |
| 10.10.2021 | University of Nottingham | 3:2   | Stockport VC            | 25:21, 23:25, 25:20, 22:25, 15:13 |
| 09.10.2021 | Newcastle Staffs         | 3:0   | Manchester Marvels      | 26:24, 25:14, 25:21               |
| 09.10.2021 | Sheffield Hallam         | 3:0   | Darkstar Derbyshire     | 25:19, 25:22, 25:22               |
| 09.10.2021 | Black Country            | 3:2   | Leicester VC            | 25:23, 15:25, 25:19, 16:25, 15:12 |
| 09.10.2021 | Newcastle Staffs 2       | 1:3   | Coventry & Warwick Riga | 26:24, 18:25, 10:25, 20:25        |
| 09.10.2021 | Northumbria University   | 3:1   | Team Sunderland         | 25:22, 26:24, 17:25, 25:23        |
| 09.10.2021 | Malory Eagles UEL        | 3:0   | Onyx London             | 25:16, 25:16, 25:16               |
| 09.10.2021 | Newmarket VC             | 3:0   | Guildford International | 25:18, 25:18, 25:13               |
| 09.10.2021 | KS Ósemka Ealing         | 3:0   | Army                    | 25:16, 25:17, 28:26               |
| 09.10.2021 | Weymouth Waves           | 3:1   | Kings Langley VC        | 25:21, 25:23, 21:25, 28:26        |
| 09.10.2021 | Richmond Docklands       | 3:0   | AVC London              | 25:12, 25:14, 25:14               |
| 09.10.2021 | London Aces              | 0:3   | Weymouth Beach VC       | 12:25, 19:25, 18:25               |
| 09.10.2021 | Cambridge ARU            | 3:0   | Royal Navy              | 25:20, 25:20, 25:12               |
| 09.10.2021 | Cambridge VC             | 0:3   | IBB Polonia London      | 17:25, 22:25, 15:25               |

### 3. runda
| Data       | Drużyna 1                | Wynik | Drużyna 2              | Sety                             |
| ---------- | ------------------------ | ----- | ---------------------- | -------------------------------- |
| 13.11.2021 | Durham Palatinates       | 3:0   | Leeds Gorse            | 25:18, 25:18, 25:14              |
| 13.11.2021 | University of Nottingham | 0:3   | Newcastle Staffs       | 25:27, 22:25, 23:25              |
| 13.11.2021 | Sheffield Hallam         | 3:2   | Black Country          | 22:25, 21:25, 25:16, 25:18, 15:9 |
| 13.11.2021 | Coventry & Warwick Riga  | 0:3   | Northumbria University | 20:25, 23:25, 9:25               |
| 13.11.2021 | Malory Eagles UEL        | 3:0   | Newmarket VC           | 25:11, 25:8, 25:12               |
| 13.11.2021 | KS Ósemka Ealing         | 3:0   | Weymouth Waves         | 25:13, 25:14, 25:17              |
| 13.11.2021 | Richmond Docklands       | 3:0   | Weymouth Beach VC      | 25:0, 25:0, 25:0                 |
| 13.11.2021 | Cambridge ARU            | 0:3   | IBB Polonia London     | 16:25, 20:25, 17:25              |

### Ćwierćfinały
| Data       | Drużyna 1          | Wynik | Drużyna 2              | Sety                              |
| ---------- | ------------------ | ----- | ---------------------- | --------------------------------- |
| 21.02.2022 | Newcastle Staffs   | 3:2   | Durham Palatinates     | 25:20, 25:18, 18:25, 18:25, 15:13 |
| 22.02.2022 | Sheffield Hallam   | 1:3   | Northumbria University | 25:14, 20:25, 21:25, 13:25        |
| 29.01.2022 | Malory Eagles UEL  | 3:0   | KS Ósemka Ealing       | 25:17, 25:15, 25:23               |
| 29.01.2022 | IBB Polonia London | 2:3   | Richmond Docklands     | 17:25, 21:25, 25:23, 25:18, 14:16 |

### Półfinały
| Data       | Drużyna 1          | Wynik | Drużyna 2              | Sety                       |
| ---------- | ------------------ | ----- | ---------------------- | -------------------------- |
| 26.02.2022 | Newcastle Staffs   | 3:0   | Northumbria University | 25:18, 26:24, 25:15        |
| 26.02.2022 | Richmond Docklands | 3:1   | Malory Eagles UEL      | 25:22, 17:25, 26:24, 25:16 |

### Finał
| Data       | Drużyna 1        | Wynik | Drużyna 2          | Sety                |
| ---------- | ---------------- | ----- | ------------------ | ------------------- |
| 23.04.2022 | Newcastle Staffs | 0:3   | Richmond Docklands | 23:25, 19:25, 25:27 |